# 中央大学校
中央大学校（チュンアンだいがっこう、朝鮮語: 중앙대학교、英語: Chung-Ang University）は、大韓民国の名門私立大学。略称は中大（チュンデ、중대）、CAU。
日本の中央大学とは協定校の関係にある。2008年5月から韓国の大企業斗山が学校法人中央大学校を引き受けた。

## 学部
人文大学
- 国語国文学科
- 英語英文学科
- ヨーロッパ文化学部

- ドイツ語文学専攻
- フランス語文学専攻
- ロシア語文学専攻

- アジア文化学部

- 日本語文学専攻
- 中国語文学専攻

- 哲学科
- 歴史学科

社会科学大学
- 政治国際学科
- 公共人材学部
- 心理学科
- 文献情報学科
- 社会福祉学部
- メディアコミュニケーション学部
- 都市計画・不動産学科
- 社会学科

師範大学
- 教育学科
- 幼児教育科
- 英語教育科
- 体育教育科

自然科学大学
- 物理学科
- 化学科
- 生命科学科
- 数学科

生命工学大学(安城)
- 生命資源工学部

- 動物生命工学専攻
- 植物生命工学専攻

- 食品工学部

- 食品工学専攻
- 食品栄養専攻

- システム生命工学科

工科大学
- 社会基盤システム工学部

- 建設環境プラント工学専攻
- 都市システム工学専攻

- 建築学部

- 建築学専攻
- 建築工学専攻

- 化学新素材工学部
- 機械工学部
- エネルギーシステム工学部

- 原子力専攻
- 発電機械専攻
- 発電電気専攻

- 先端素材工学科(安城)

創意ICT工科大学
- 電子電気工学部
- 融合工学部

- ナノ素材工学専攻
- バイオメディカル工学専攻

- 次世代半導体学科

ソフトウェア大学
- ソフトウェア学部
- AI学科

経営経済大学
- 経営学部

- 経営学専攻
- グローバル金融専攻

- 経済学部
- 応用統計学科
- 広告宣伝学科
- 国際物流学科
- 産業保安学科
- 知識経営学部

医科大学
- 医学部

薬学大学
- 薬学部

- 薬学専攻
- 製薬学専攻

赤十字看護大学
- 看護学科

芸術大学
- 公演映像創作学部（ソウル）

- 演劇専攻
- 映画専攻
- 空間演出専攻

- 公演映像創作学部（安城）

- 文芸創作専攻
- 写真専攻
- 舞踊専攻

- 美術学部(安城)

- 韓国化専攻
- 洋画専攻
- 蘇蘇専攻

- デザイン学部(安城)

- 工芸専攻
- 産業デザイン専攻
- 視覚デザイン専攻
- 屋内環境デザイン専攻
- ファッション専攻

- 音楽学部(安城)

- 作曲専攻
- 声楽専攻
- ピアノ専攻
- 管弦楽専攻

- 伝統芸術学部(安城)

- 音楽芸術専攻
- 演戯芸術専攻

- 演劇映画学部(安城)

- TV放送芸能専攻
- 実用音楽専攻
- ゲームコンテンツ・アニメーション専攻

芸術工学大学(安城)
- 芸術工学部

体育大学(安城)
- スポーツ科学部

- 生活・レジャースポーツ専攻
- スポーツ産業専攻
- ゴルフ専攻

ダヴィンチ教養大学

## 日本の協定校
- 大阪大学
- 東北大学
- 九州大学
- 神戸大学
- 千葉大学
- 埼玉大学
- 東京都立大学
- 明治大学
- 中央大学
- 法政大学
- 芝浦工業大学
- 大阪公立大学
- 同志社大学
- 関西学院大学
- 立命館大学
- 大阪工業大学
- 札幌大学
- 福島大学
- 桜美林大学
- 愛知大学
- 長崎大学
- 鹿児島大学
- 立命館アジア太平洋大学

## 大学関係者
- イム・ホ - 演劇映画科卒
- イ・ヨンエ - 新聞放送大学院 演劇映画科修了（修士）
- イ・ビョンホン - 新聞放送大学院卒
- キム・スヒョン - 演劇映画学科卒
- キム・ヒソン - 演劇科卒
- キム・ボム - 演劇映画学科
- キム・サンギョン - 演劇科卒
- ハ・ジョンウ - 演劇科卒
- チャン・ナラ‐演劇科卒
- ヒョンビン - 演劇科卒
- イ・ユンジ - 演劇科卒
- チュ・ヒョンミ - 薬学科卒
- チェ・ウシク - アジア文化学部卒
- チョン・ホグン - 演劇科卒
- キム・ヒエ - 演劇映画科卒
- イ・ジュン - 演劇映画科卒
- イ・ジョンヒョン - 芸術学部映画学科
- イ・ミンホ - 演劇学科卒
- カン・ハヌル - 演劇科卒
- Ara - 演劇映画科卒
- クォン・ユリ（少女時代） - 演劇映画学科
- チェ・スヨン（少女時代） - 演劇映画学科
- チョ・アン - 演劇映画科卒
- チン・セヨン - 演劇映画学科卒[2]
- パク・シネ - 演劇学科卒
- ビョン・ホギル - 声楽科
- ホン・ユギョン（元Apink） - 演劇映画学科
- 李在明（現大統領）- 法学科
- キム・ソンジュ - 政治外交学科 新聞放送大学院修了
- キム・ヒョンテ - 芸術学部視覚デザイン学在学
- ヒョンビン - 演劇映画科大学院在学
- グァンス（超新星） - 演劇映画学科在学
- ユン・ウネ - 先端映像大学院映像学科在学
- パク・ジフン（元Wanna One） - 演劇学科在学
- キム・ミンジェ - 演劇学科在学
- ヨ・ジング - 演劇学科在学
- キム・セロン - 演劇学科在学
- タン・ジュンサン - 演劇映画科在学